# Alcaldes del crimen
Los Alcaldes del Crimen eran letrados que integraban las salas del crimen en las Audiencias y Chancillerías de Valladolid y Granada, y que en América fueron establecidos en tiempos de Felipe II en las Audiencias de México y Lima.